# Юань Вэйминь
Юань Вэйминь (кит. трад. 袁偉民, упр. 袁伟民, пиньинь Yuán Wěimín; род. 8 июля 1939 года, г. Сучжоу, пров. Цзянсу) — китайский спортивный деятель, волейбольный тренер, почётный председатель Олимпийского комитета Китая,, директор Государственного управления по делам физкультуры и спорта КНР (2000—2004).
Депутат ВСНП 6 созыва (от Тяньцзиня). Член КПК с 1962 года, член ЦК КПК 13-14 и 16 созывов (кандидат 12 и 15 созывов). Член ВК НПКСК 10 созыва.

## Биография
По национальности хань.
С подросткового возраста стал увлекаться волейболом. В 1958 году был принят в мужскую команду по волейболу провинции Цзянсу, в 1962 году — в национальную сборную КНР. В том же 1962 году вступил в партию.
Окончил Институт физической культуры в Нанкине.
После завершения в 1974 году личной спортивной карьеры стал тренером женской сборной Китая по волейболу. На посту наставника сборной проработал с 1976 по 1984 годы. Под его руководством китайские волейболистки стали чемпионками Азии 1979, обладательницами Кубка мира 1981, победительницами Азиатских игр 1982, чемпионками мира 1982, олимпийскими чемпионками 1984.
В 1992 году был избран председателем Китайской футбольной ассоциации.
В 1994 году был избран заместителем председателя Олимпийского комитета Китая, а также председателем Федерации ушу Азии.
В 1996 году был избран председателем Азиатской конфедерации волейбола.
С 1998 года заместитель, в 2000—2004 годах директор Государственного комитета по делам физкультуры и спорта.
С 1985 года заместитель, в 2000—2005 годах председатель Олимпийского комитета Китая.
Автор книги "My Way As Volleyball Coach".